# Временные курсы юнкеров флота
Вре́менные ку́рсы юнкеро́в фло́та — второе (после Морского корпуса) морское училище для подготовки строевых офицеров флота. Основано осенью 1913 года в связи с значительной нехваткой офицерского состава. 1 июня 1914 года Временные курсы юнкеров флота были преобразованы в Отдельные гардемаринские классы, 60 ранее зачисленных туда юнкеров флота переименовали в гардемарины.